# Mutxkas
Mutxkas (en rus: Мучкас) és un poble de la República de Komi, a Rússia, segons el cens del 2010 tenia 21 habitants.